# IAR Buftea
IAR Buftea este una dintre intreprinderile aeronatice ale României.